# Хінса
Хінса (ест. Hinsa) — село в Естонії, входить до складу волості Вастселійна, повіту Вирумаа.